# Viola (género)
Las violetas (género Viola) son plantas herbáceas, de la familia de las violáceas, con entre 525 y 600 especies. La mayoría de las especies se encuentran en las regiones templadas del hemisferio norte; sin embargo algunas especies están en Hawái, Australasia y los Andes de Sudamérica.
Son plantas con tallos rastreros, hojas radicales con peciolos largos o cortos, ásperas y en forma de corazón, lanceoladas, ovales, reniformes, sectadas, etc. con bordes festoneados, lisos o dentados. Producen pequeñas flores de color azul intenso, morado claro, violeta, púrpura, blancas o amarillas, de tallo largo y fino.
Algunas poseen un suave aroma muy apreciado en perfumería, son famosas las violetas de la región de Toulouse en Francia y crecen en las montañas de España. Se emplean como plantas de adorno en jardines y tiestos. Se las reconoce como símbolo de la modestia debido a que sus pequeñas flores parecen esconderse tímidamente bajo sus hojas grandes y acorazonadas.

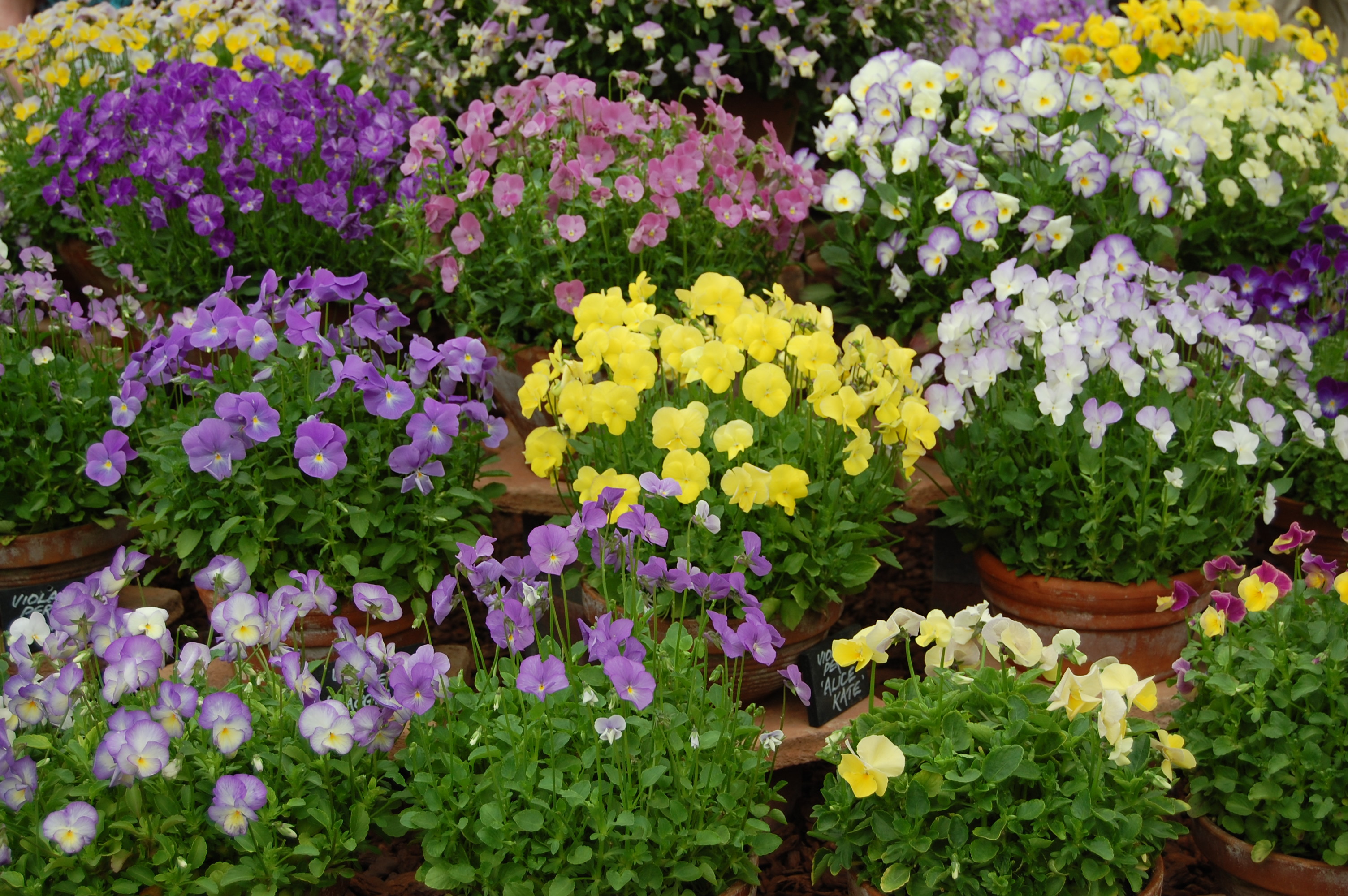
Selección de violetas cultivadas BBC Gardeners' World show, junio de 2011.

## Especies
- Viola abyssinica Steud. ex Oliv.
- Viola acanthophylla Leyb. ex Reiche
- Viola accrescens Klokov
- Viola acuminata Ledeb
- Viola adenothrix Hayata
- Viola adriatica Freyn
- Viola adunca Sm.
- Viola aetnensis Parl.
- Viola aetolica Boissieu H. & Heldr.
- Viola affinis Le Conte
- Viola agellae Pollard C. L.
- Viola aizoon Reiche
- Viola alaica Vved.
- Viola alba Besser
- Viola albida
- Viola alexandrowiana (W.Becker) Juz.
- Viola alexejana Kamelin & Junussov
- Viola allchariensis Beck G.
- Viola alliariaefolia Nakai
- Viola allochroa Botsch.
- Viola alpina Jacq.
- Viola altaica Ker Gawl.
- Viola amamiana Hatusima
- Viola ambigua Waldst.& Kit
- Viola amurica W. Becker
- Viola anagae Gilli
- Viola angustifolia Phil.
- Viola angustipulata Chang
- Viola appalachiensis L.K.Henry
- Viola araucaniae W.Becker
- Viola arborescens L.
- Viola argenteria Moraldo & G.Forneris
- Viola argentina W.Becker
- Viola arguta Willd. ex Roem. & Schult.
- Viola arsenica Beck
- Viola arvensis Murray
- Viola asterias Hook & Arn.
- Viola athois W.Becker
- Viola atropurpurea Leyb.
- Viola aurantiaca Leyb.
- Viola aurata Phil.
- Viola aurea Kellogg
- Viola auricolor Skottsb.
- Viola auricula Leyb.
- Viola avatschensis Becker W & Hulten A
- Viola awagatakensis Yamazaki T.
- Viola bakeri Greene E. L.
- Viola bambusetorum Hand.-Mazz.
- Viola bangiana W.Becker
- Viola bangii Rusby
- Viola banksii K.R.Thiele & Prober - (Australia)
- Viola barroetana W.Schaffn.
- Viola battandieri W.Becker
- Viola beamani Calderón
- Viola beckiana Fiala
- Viola beckwithii Torr. & Gray
- Viola bernardii (Greene) Greene
- Viola bertolonii Pio
- Viola betonicifolia Sm.
- Viola bezdelevae Vorosch.
- Viola bhutanica Hara
- Viola bicolor Pursh
- Viola biflora L.
- Viola biflora Regel
- Viola binayensis Okamoto & Ueda K.
- Viola bissellii House H. D.
- Viola bissetii Maxim
- Viola blanda Willd.
- Viola blandaeformis Nakai
- Viola bocquetiana Yildirimli
- Viola boissieuana Makino
- Viola bornmuelleri Erben M.]]
- Viola brachyceras Turcz.
- Viola brachypetala Gay
- Viola brachyphylla W. Becker
- Viola brevistipulata [Franch & Savat.](W. Becker) Kitag
- Viola brevistipulata (Franch. & Sav) W. Becker
- Viola bridgesii Britton N. L.
- Viola brittoniana Pollard C. L.
- Viola bubanii Timb. & Lagr.
- Viola buchtienii Gand.
- Viola bulbosa Maxim
- Viola bustillosia Gay
- Viola calaminaria Lej. A
- Viola calcarata L.
- Viola calchaquiensis W. Becker
- Viola calderensis W. Becker
- Viola caleyana Don D. A.
- Viola californica Baker M. S.
- Viola californica Greene
- Viola cameleo Boissieu H.
- Viola canadensis L.
- Viola canescens Wallich
- Viola canina L.
- Viola canobarbata Leyb.
- Viola capillaris Pers.
- Viola castillonii (W. Becker) Xifreda & Sanso
- Viola catalonica W. Becker
- Viola caucasica Kolen.
- Viola cazorlensis Gand.
- Viola cenisia L.
- Viola cerasifolia St.Hilaire
- Viola chaerophylloides (Regel) W. Becker
- Viola chamaedrys Leyb.
- Viola chamissoniana Gingins
- Viola charlestonensis Baker M. S. & Clausen J. C.
- Viola charlestownensis Baker M. S. & Clausen J. C.
- Viola chassanica Korkischko R.I.
- Viola cheiranthifolia Humb., Bonpl. & Kunth., violeta del Teide
- Viola chelmea Boiss. & Heldr.
- Viola chiapasiensis W.Becker
- Viola chrysantha Phil.
- Viola ciliata Schltdl.
- Viola cinerea Boiss.
- Viola clauseniana Baker M. S.
- Viola cleistogamoides (Adams L.) Seppelt R.D.
- Viola cochranei Ballard H. E.
- Viola collina Besser.
- Viola columnaris Skottsberg
- Viola commersonii De Candolle ex Gingins]]
- Viola commutata Waisb.
- Viola comollia Massara
- Viola concordifolia Ching J. Wang
- Viola confertifolia Chang
- Viola confusa Champ. ex Benth]]
- Viola conjugens Greene E. L.
- Viola consobrina House H. D.
- Viola conspersa Reichenb.
- Viola contempta Jordan A
- Viola cordifolia (Nuttall) Schweinitz
- Viola cornuta L.
- Viola coronifera W. Becker
- Viola corralensis Phil.
- Viola corsica Nyman
- Viola cotyledon Gingins
- Viola crassa Makino
- Viola crassicalcarata Ching J. Wang
- Viola crassifolia Fenzl.
- Viola crassiuscula Bory - Violeta de Sierra Nevada
- Viola cretacea Klokov
- Viola cretica Boiss.& Heldr.
- Viola cuatrecasasii L.B.Smith & A.Fernández
- Viola cucullata Aiton
- Viola cuicochensis Hieron.
- Viola cummingii W. Becker
- Viola cuneata Watson S.
- Viola cunninghamii Hook J.D.
- Viola curicoensis Becker G.
- Viola curvistylis Boissieu H. & Captin.
- Viola cuspidifolia W. Becker
- Viola cyathiformis W. Becker
- Viola dacica Borbás
- Viola dactyloides Roemer R & Schultes J.A.
- Viola dasyphylla W. Becker
- Viola davidii Franch.
- Viola decipiens Reiche
- Viola declinata Waldst. & Kit.
- Viola decumbens Gmel. J.F.
- Viola delavayi Franch.
- Viola delphinantha Boiss.
- Viola demetria Prolongo ex Boiss.
- Viola diamantiaca Nakai
- Viola dichroa Boissieu H. & Huet A.
- Viola diffusa Gingins
- Viola diffusoides Ching J. Wang
- Viola dimorphophyllaY. S. Chen & Q. E. Yang
- Viola dirimliensisBlaxland
- Viola dirphya Tiniakov A.
- Viola disjuncta W. Becker
- Viola dissecta '
- Viola diversifolia (De Candolle) W. Becker
- Viola doerfleri Degen
- Viola doii Takenouchi
- Viola dolichocentra Botsch.
- Viola dolichoceras Ching J. Wang
- Viola dombeyana De Candolle
- Viola domeikoana Gay C.
- Viola domingensis Urb.
- Viola donetzkiensis Klokov M.V.
- Viola douglasii Steud.
- Viola dubyana Burnat [Gremli]
- Viola dukadjinica W. Becker & Kosanin
- Viola dyris Maire R.
- Viola eamesii House H. D.
- Viola ecuadorensis W. Becker
- Viola eizanensis (Makino) Makino
- Viola elatior Fries]]
- Viola elegantula Schott.
- Viola elisabethae Klokov
- Viola emeiensis Ching J. Wang
- Viola eminii (Engl.) Fries R.E.
- Viola epipsila Ledeb.]]
- Viola epipsiloides Love A. & D.
- Viola ermenekensisYild. & Dinc
- Viola etrusca Erben M.
- Viola eugeniae Parlatore
- Viola evae Hieron. ex W. Becker
- Viola exigua W. Becker
- Viola eximia Formánek
- Viola fargesii Boissieu H.
- Viola faurieana W. Becker
- Viola feldtschenkoana W. Becker
- Viola filicaulis Hook F.
- Viola filicetorum Greene E. L.
- Viola fimbriatula Sm.
- Viola fischeri W. Becker
- Viola fissifolia Kitagawa
- Viola flagelliformis Hemsley W. B.
- Viola flettii Piper C. V.
- Viola florairiensis Correvon
- Viola flos-evae Hieron.
- Viola fluehmannii Phil.
- Viola formosana Hayata
- Viola formosana Hayata
- Viola formosana Hsieh C.F.
- Viola forrestiana W. Becker
- Viola fragrans Sieber
- Viola frank-smithii Holmgren N. H.
- Viola friderici G.
- Viola frigida Phil.
- Viola frondosa (Velen.) Hayek
- Viola fruticosa W. Becker
- Viola fuscifolia W. Becker
- Viola fuscoviolacea (Adams L.G.) James T.A.
- Viola germaninii Sparre
- Viola glabella Nuttall T.
- Viola glacialis Poepp. & Endl.
- Viola glandularis Ballard H. E. & Jorg P.
- Viola glandulifera Hook
- Viola glausescens Oudem.
- Viola glechomoides Leyb.
- Viola gmeliniana Roemer R & Schultes J.A.
- Viola godoyae Phil.
- Viola gracilis Sibth.& Sm.
- Viola gracillima St.Hilaire A.
- Viola graeca ( Becker G.) Halacsy
- Viola grahami Bentham G.
- Viola grandisepala W. Becker
- Viola granulosa Wedd.
- Viola grayi Franch. & Sav.
- Viola greenmani House H. D.
- Viola grisebachiana Boiss.
- Viola grisebachiana Vis.
- Viola grypoceras Gray A.
- Viola guadalupensis Powell A. & Wauer B.
- Viola guatemalensis W. Becker
- Viola guineensis Schumach. & Thonn.
- Viola hallii Gray A.
- Viola hamiltoniana Don D.
- Viola hancockii W. Becker
- Viola hastata Michx.
- Viola hederacea Labil.]] - (Australia).
- Viola hediniana W. Becker
- Viola heldreichiana Boiss.
- Viola helena C.N.Forbes & Lydgate
- Viola helenae C.N.Forbes & Lydgate
- Viola hemsleyana Calderón
- Viola henryi Boiss.
- Viola hieronymi W.Becker
- Viola hillii W.Becker
- Viola himalayensis W.Becker
- Viola hirsutula Brainerd
- Viola hirta L.
- Viola hirtipes Moore S.
- Viola hispida Lam.
- Viola hissarica Juz.
- Viola hollickii House H. D.
- Viola hondoensis W.Becker & Boiss.
- Viola hookeri Thomson ex Hook
- Viola hookeriana Kunth.
- Viola hosakae H.St.John
- Viola hossei W.Becker
- Viola howellii Gray A.
- Viola huesoensis Martic.
- Viola huidobrii Gay
- Viola hultenii W.Becker
- Viola humilis Kunth.
- Viola hunanensis Hand.-Mazz.
- Viola hymettia Boiss. & Heldr.
- Viola ibukiana Makino
- Viola ignobilis Rupr.
- Viola imbricata
- Viola improcera L.G.Adams
- Viola incisa Turcz.
- Viola inconspicua Blume
- Viola indica W.Becker
- Viola ircutiana Turcz
- Viola irinae Zolot.
- Viola isaurica Contandr. & Quezel
- Viola ishidoyana Nakai H.
- Viola isopetala Juz.
- Viola iwagawai Makino
- Viola jagellonica Zapal.
- Viola jalapaensis W. Becker
- Viola jangiensis W. Becker
- Viola japonica Langsd.ex Ging.
- Viola jaubertiana Mares & Virgineix
- Viola javanica W. Becker
- Viola joergensenii W. Becker
- Viola johnstonii W. Becker
- Viola jooi Janka
- Viola jordanii Henry J.K.
- Viola kalbreyeri W. Becker
- Viola kamibayashii Nakai H.
- Viola kapsanensis Nakai H.
- Viola kashmiriana W. Becker
- Viola kauaensis Gray A.
- Viola keiskei Janka
- Viola keiskei Miq.
- Viola kermesina W. Becker
- Viola kiangsiensis W. Becker
- Viola kitaibeliana Roem. & Schultes J. A.
- Viola kitamiana Nakai
- Viola kizildaghensis Dinç & Yldirimli
- Viola kjellbergii Melchior H.
- Viola koraiensis Nakai
- Viola kosanensis Hayata
- Viola kosaninii Hayek
- Viola kunawarensis Royle
- Viola kupcokiana W. Becker
- Viola kupfferi Klokov
- Viola kusanoana Makino
- Viola kusnezowiana W. Becker
- Viola labradorica Schrank
- Viola lactea Sm.
- Viola lactiflora Nakai
- Viola lanaiensis W. Becker
- Viola lanceifolia Schumach. & Thonn.
- Viola lanceolata L.
- Viola langeana Valentine
- Viola langsdorfii (Regel) Fisch.ex Gingins
- Viola lanifera Becker G.
- Viola latistipulata Hemsley W. B.
- Viola lavrenkoana Klokov
- Viola lehmannii W. Becker
- Viola leyboldiana Phil.
- Viola lianhuashanensis Ching J. Wang & Sun K.
- Viola libanotica Boiss.
- Viola lilloana W.Becker
- Viola linifolia Poir.
- Viola lithion Holmgren N. H. & Holmgren P. K.
- Viola littoralis Sprengel
- Viola llullaillacoensis W. Becker
- Viola lobata Benth
- Viola lovelliana Brainerd
- Viola lucens W. Becker
- Viola luciae Skottsberg
- Viola lutea Hudson
- Viola lyallii Hook F.
- Viola macloskeyi Lloyd F. E.
- Viola macroceras Bunge
- Viola maculata Cav.
- Viola maculata Cav. & Weibel
- Viola magellanica Forster F.
- Viola magellensis Porta & Rigo ex Strobl.
- Viola magnifica Wang ex Wang X.D.
- Viola maichurensis Pissjaukova
- Viola makranica Omer S. & Qaiser M.
- Viola malteana House H. D.
- Viola mandonii W.Becker
- Viola mandschurica W.Becker
- Viola maroccana Maire
- Viola mauritii Tepl.
- Viola maviensis
- Viola maximowicziana Makino
- Viola maymanica Grey-Wilson
- Viola mearnsii Merrill
- Viola membranacea W. Becker
- Viola mercurii Orph. ex Halácsy
- Viola merrilliana W. Becker
- Viola meyeriana (Rupr.) Klokov
- Viola micranthella Wedd.
- Viola microceras Rupr.
- Viola microdonta Chang
- Viola minor (Makino) Makino
- Viola minuta Bieb. M.
- Viola minutiflora Phil.
- Viola mirabilis L.
- Viola mistura House H. D.
- Viola modesta Fenzl.
- Viola modesta House H. D.
- Viola mollicula House H. D.
- Viola monbeigii W. Becker
- Viola mongolica Franchet
- Viola montagnei Gay C.
- Viola montcaunica Pau
- Viola moupinensis Franchet
- Viola mucronulifera Hand.-Mazz.
- Viola muehldorfii Kiss
- Viola mulfordiae Pollard C. L.
- Viola muliensisen & Q.E. Yang
- Viola multistolonifera Ching J. Wang
- Viola munbyana Boissieu & Reuter
- Viola munozensis W. Becker
- Viola muscoides Phil.
- Viola nagasawai Makino & Hayata
- Viola nannae Fries R.E.
- Viola nannei Polak
- Viola nassauvioides Phil.
- Viola nebrodensis Presl. C.
- Viola nemausensis Jordan
- Viola nemoralis
- Viola nephrophylla Greene
- Viola niederleinii W.Becker
- Viola nivalis Phil.
- Viola nobilis W.Becker
- Viola notabilis Bicknell E. P.
- Viola nubigena Leybold
- Viola nuda W. Becker
- Viola nuevo-leonensis W.Becker
- Viola nummulariifolia Vill.
- Viola nuttallii Pursh
- Viola oahuensis C.N.Forbes
- Viola obliqua Aiton
- Viola obliquifolia Turcz.
- Viola obtusa (Makino) Makino
- Viola occulta Lehm
- Viola ocellata Torrey & Gray A.
- Viola odontocalycina Boissieu H.
- Viola odorata L.
- Viola oligoceps Chang
- Viola oligyrtia No descripto
- Viola orbelica Pancic
- Viola orbiculata Geyer ex Holz.
- Viola oreades Bieb. M.
- Viola orientalis (Maxim) W. Becker
- Viola orphanidis Boiss.
- Viola orthoceras Ledeb.
- Viola ovalleana Phil.
- Viola ovato-oblonga Makino
- Viola oxyodontis Ballard H. E.
- Viola pachyrrhiza Boissieu H. & Hohen.
- Viola pacifica Juz.
- Viola painteri Rose J. N. & House H. D.
- Viola pallascaensis W. Becker
- Viola palmata L.
- Viola palmensis (Webb & Berthel.) Sauer
- Viola palustris L.
- Viola papuana W. Becker & Pulle
- Viola paradoxa Lowe
- Viola paravaginata Hara H.
- Viola parnonia Kit Tan, Sfikas G. & Vold G.
- Viola parvula Tineo
- Viola pascua W. Becker
- Viola patrinii (Gingins) De Candolle
- Viola patrinii Gingins
- Viola pedata L.
- Viola pedatifida Don G.
- Viola pedunculata Torr. & Gray']]
- Viola pekinensis (Regel) W. Becker
- Viola pendulicarpa W. Becker
- Viola pentadactyla Fenzl.
- Viola perinensis W. Becker
- Viola perpensa Greene E. L.
- Viola persicifolia Schreber]]
- Viola phalacrocarpa Maxim
- Viola philippica Cavanilles
- Viola philippii Leyb.
- Viola pilosa Blume
- Viola pinetorum Greene E. L.
- Viola pinnata Franch. & Sav.
- Viola pinnata L.
- Viola placida W. Becker
- Viola plantaginea Webb ex Christ
- Viola poetica Boiss. & Spruner
- Viola pogonantha Sm. W.W.
- Viola polycephala Ballard H. E. & Jorg P.
- Viola polymorpha Chang
- Viola polypoda Turcz.
- Viola popetae Sparre
- Viola populifolia Greene E. L.
- Viola portalesia Gay
- Viola porterana Pollard C. L.
- Viola porterana major (Hook) Baker M. S.
- Viola porterana oregona Greene E. L. & Clausen J. C.
- Viola porterana porterana Pollard C. L.
- Viola portulacea Leyb.
- Viola praemorsa Douglas ex Lindl.
- Viola primulifolia L.
- Viola principis Boiss.
- Viola prionantha Bunge
- Viola pseudo-arcuata Chang
- Viola pseudo-bambusetorum Chang
- Viola pseudo-gracilis Strobl.
- Viola pseudo-mirabilis Coste
- Viola pseudo-monbeigii Chang
- Viola pseudo-stagnina Voroschilov V.N.
- Viola pseudo-vulcanica W. Becker
- Viola psychodes Greene E. L.
- Viola pubescens Aiton
- Viola pulvinata Reiche
- Viola pumila Chaix.
- Viola pumilio W.Becker
- Viola purpurea intergrifolia]] Baker M. S. & Clausen J. C.
- Viola purpurea Kellogg
- Viola pusillima Wedd.
- Viola pygmaea Juss. ex Poir.
- Viola pyrenaica Ramond ex DC.
- Viola raddeana Regel
- Viola raunsiensis W.Becker & Kosanin
- Viola reichei (Skottsb.) Weibel
- Viola reichei Skottsb. ex Macloskie
- Viola reichenbachiana Jordan ex Boreau
- Viola reichii Skottsb.
- Viola renifolia Gray A.
- Viola replicata W.Becker
- Viola reptans Robinson
- Viola rheophila Okamoto
- Viola rhodopeia W.Becker
- Viola riviniana Reichenbach
- Viola robusta Hillebr.
- Viola rockiana W.Becker
- Viola rodriguezii W.Becker
- Viola roigii Rossow
- Viola rossii Hemsl.
- Viola rostrata Pursh
- Viola rotundifolia Michx.
- Viola rubella Cav.
- Viola rupestris Schmidt
- Viola saccata Melchior
- Viola sacchalinensis Boissieu
- Viola sacculus Skottsb.
- Viola sagittata Aiton
- Viola savatieri Makino
- Viola saxatilis
- Viola saxifraga Maire
- Viola scandens Wiild. (Humb.& Bonpl.) ex Roem. & Schult.
- Viola schachimardanica Chalkuziev
- Viola schensiensis W.Becker
- Viola schneideri W.Becker
- Viola schulzeana W.Becker
- Viola scorpiuroides Cosson
- Viola selkirkii Pursh ex Goldie
- Viola sempervirens Greene
- Viola sempervivum Gay
- Viola senzanensis Hayata
- Viola seoulensis Nakai
- Viola septemloba Le Conte
- Viola septentrionalis Greene
- Viola serrula W. Becker
- Viola sheltonii Torrey
- Viola shikokiana Makino
- Viola shinchikuensis Yamamoto
- Viola shletonii Torrey
- Viola sieberiana Spreng.
- Viola sieboldi Maxim.
- Viola sieheana W. Becker
- Viola sikkimensis W. Becker
- Viola silicestris K.R.Thiele & Prober
- Viola sororia Willd.
- Viola spathulata Willd. ex Roemer R & Schultes J.A.
- Viola spegazzinii W. Becker
- Viola sphaerocarpa W. Becker
- Viola splendida er
- Viola stagnina Kit.]]
- Viola steinbachii W. Becker
- Viola stewardiana W. Becker
- Viola stipularis Sw.
- Viola stojanowii W. Becker
- Viola stolonifera
- Viola stoloniflora Yokota & Higa
- Viola striata Aiton
- Viola stricta (Vent.) Poir. - ipecacuana de México[3]
- Viola suavis Bieb. M.
- Viola subandina J.M.
- Viola subatlantica (Maire R.) Ibn Tattou M.
- Viola subdimidiata St.Hilaire A.
- Viola sublanceolata House H. D.
- Viola subsinuata (Greene E. L.) Greene E. L.
- Viola szetschwanensis W. Becker & Boissieu H.
- Viola taishanensis Ching J. Wang
- Viola taltalensis W. Becker
- Viola tanaitica Grosset
- Viola tarbagataica Klokov
- Viola tashiroi Makino
- Viola tectiflora W. Becker
- Viola tenuicornis (W. Becker) Vorosch
- Viola tenuissima Chang
- Viola teplouchovii Juz.
- Viola thomsonii Oudemans
- Viola thorii Nelson A.
- Viola tineorum Erben M. & Raimondo F.M.
- Viola tokubuchiana Makino
- Viola tomentosa (Baker M. S.) Clausen J. C.
- Viola tracheliifolia Gingins & Skottsb
- Viola triangulifolia W. Becker
- Viola trichopetala Chang
- Viola tricolor L. - Pensamiento silvestre
- Viola triflabellata W. Becker
- Viola trinervata (Howell T. J.) Howell T. J. ex Gray A.
- Viola tripartita Elliott
- Viola tsugitakaensis Masamune
- Viola tuberifera Franchet
- Viola tucumanensis W. Becker
- Viola turkestanica Regel & Schnalh.
- Viola ucriana Erben M. & Raimondo F.M.
- Viola uliginosa (Muhl.) Besser]]
- Viola umbraticola Kunth.
- Viola uniflora L.
- Viola urophylla Franchet
- Viola urophylla Franchet
- Viola ursina Komarov
- Viola utahensis Baker M. S. & Clausen J. C. ex Baker M. S.
- Viola vaginata Maxim
- Viola valderia All.
- Viola vallicola Nelson A.
- Viola variegata Fischer ex Link
- Viola variegata Maxim.
- Viola verecunda Gray A.
- Viola verecunda Maxim.
- Viola verticillata Ortega
- Viola vespertina Klokov
- Viola viarum Pollard C. L.
- Viola villosa Walter
- Viola violacea Mak.
- Viola volcanica Gillies ex Hook & Arn.
- Viola wailenalenae (Rock J. F.) Skottsberg
- Viola wallichiana Gingins
- Viola walteri House H. D.
- Viola weberbaueri W. Becker
- Viola websteri Hemsley W. B. ex Forb. & Hemsl.
- Viola weddellii W. Becker
- Viola weibelii Macbride J.F. ex Baehni & Weibel
- Viola weixiensis Ching J. Wang
- Viola wiesbaurii Sabransky
- Viola wikipedia J.M.Watson & A.R.Flores
- Viola willkommii Roemer R.
- Viola yamatsutae Ishidoya
- Viola yezoensis
- Viola yubariana Nakai
- Viola yunnanensis W. Becker & Boissieu H.
- Viola yunnanfuensis W. Becker